# Pёtr Buslov
Pёtr Buslov (Chabarovsk, 1º giugno 1976) è un regista russo.

## Filmografia parziale

### Regista
- Bumer (2003)
- Bumer. Fil'm vtoroj (2006)
- Korotkoe zamykanie (2009)
- Vysockij. Spasibo, čto živoj (2011)